# Карпов (Тамбовская область)
Карпов — посёлок в Жердевском районе Тамбовской области России. Входит в состав Демьяновского сельсовета.

## История
Посёлок Карпов впервые упоминается в Ревизской сказке 1837 года как «Сельцо Карповка». Был заселён крепостными крестьянами помещицы Надежды Андреевны Кологривовой. На тот момент было 63 дома. В СССР он был как хутор. Входил в состав Шпикуловского района, а затем Шпикуловского сельсовета. Между  Карповым и Демьяном Бедным находился колхоз «Демьян Бедный», после «совхоз №3», но потом его переименовали в «совхоз Заря». В последнее время там находилось 33 дома по улице Садовой. Сейчас остался только сад. Судьба насселённого пункта пока что неизвестна.

## География
Посёлок находится в южной части Тамбовской области, в лесостепной зоне, в пределах Окско-Донской низменной равнины, к востоку от автодороги Р22, на расстоянии примерно 26 километров (по прямой) к востоку от города Жердевки, административного центра района. Абсолютная высота — 169 метров над уровнем моря.

### Климат
Климат умеренно континентальный, относительно сухой, с холодной продолжительной зимой и тёплым летом. Средняя температура воздуха самого холодного месяца (января) — −11,5 — −10,5 °C (абсолютный минимум — −39 °C); самого тёплого месяца (июля) — 19,5 — 20,5 °C (абсолютный максимум — 40 °С). Продолжительность периода с положительной температурой выше 10 °C составляет 141—154 дня. Среднегодовое количество атмосферных осадков составляет около 400—475 мм. Продолжительность залегания снежного покрова составляет в среднем 135 дней.

### Часовой пояс
Посёлок Карпов, как и вся Тамбовская область, находится в часовой зоне МСК (московское время). Смещение применяемого времени относительно UTC составляет +3:00.

## Население
| 2010 |
| ---- |
| 32   |

### Половой состав
По данным Всероссийской переписи населения 2010 года в гендерной структуре населения мужчины составляли 56,3 %, женщины — соответственно 43,7 %.

### Национальный состав
Согласно результатам переписи 2002 года, в национальной структуре населения русские составляли 84 % из 62 чел.